# Пелмуш, Корнел
Корнел Пелмуш (рум. Cornel Pelmuș; 11 сентября 1933, Бухарест — 24 ноября 2017) — румынский фехтовальщик-саблист. Участник летних Олимпийских игр 1960 года.

## Биография
Корнел Пелмуш родился 11 сентября 1933 года в румынском городе Бухарест.
В юношеские годы занимался фехтованием на рапирах, однако затем стал саблистом. Трижды становился чемпионом Румынии среди юниоров, после чего завоевал три золотые медали чемпионата страны в фехтовании на саблях в 1957—1959 годах.
В 1960 году вошёл в состав сборной Румынии на летних Олимпийских играх в Риме. В командном турнире саблистов сборная Румынии, за которую также выступали Думитру Мустацэ, Ион Санто, Ладислау Рохони и Эмерик Арус, на групповом этапе проиграла Италии (9:3) и сыграла вничью с Португалией (8:8), в 1/8 финала победила Великобританию (9:6), в четвертьфинале проиграла Венгрии (3:9).
Впоследствии был директором клубов в Бухаресте и профессором физкультуры в Бухарестской клинической больнице скорой помощи.
Умер 24 ноября 2017 года.